# Passe récifale
Pour les articles homonymes, voir Passe.

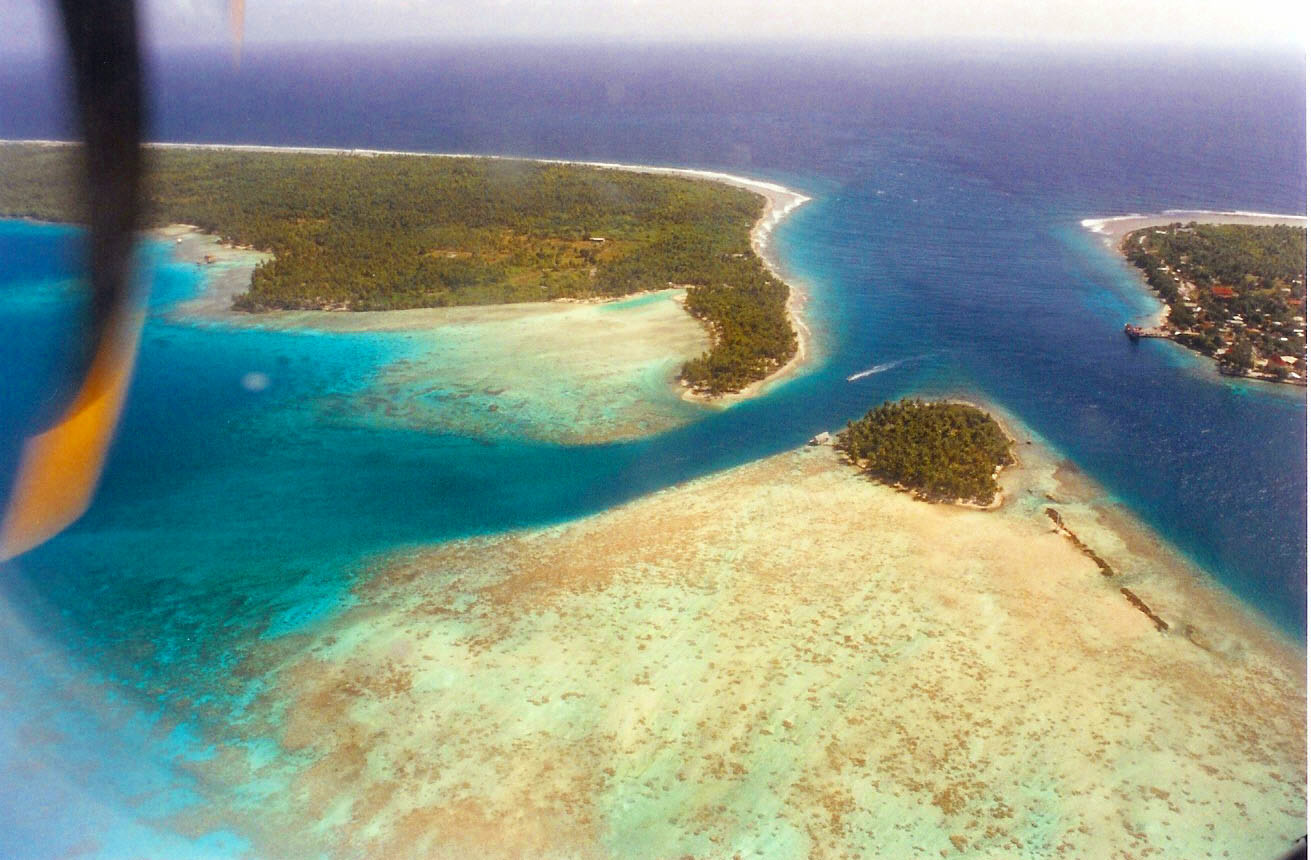
Motu en formation sur les bords de la passe d'Avatoru, sur l'atoll de Rangiroa (Polynésie française).

Une passe récifale est une ouverture au sein d'un récif barrière. Les passes récifales sont un élément important de l'écosystème lagonaire. Elles assurent une importante communication entre les eaux du lagon et l'océan. Elles sont souvent marquées par de puissant courants entrants et sortants. Ces passes se forment souvent en face de l'embouchure d'une importante rivière, la salinité plus faible des eaux limitant la croissance des coraux. Elles sont souvent bordées de motu.
Lorsqu'une passe est suffisamment large et profonde pour être navigable, elle forme un chenal maritime. Les passes peuvent être artificiellement créées ou élargies à l'aide d'explosifs, afin de faciliter la navigation. Leur traversée peut s'avérer dangereuse, en raison des récifs qui les bordent et des puissants courants qui les traversent. Elles sont une cause fréquente d'échouement. Leur balisage et la conduite des navires par des pilotes expérimentés connaissant la passe sont essentiels.
Certains atolls ne disposent pas de passes, et sont uniquement accessibles par baleinières capables de s'échouer sur le récif.

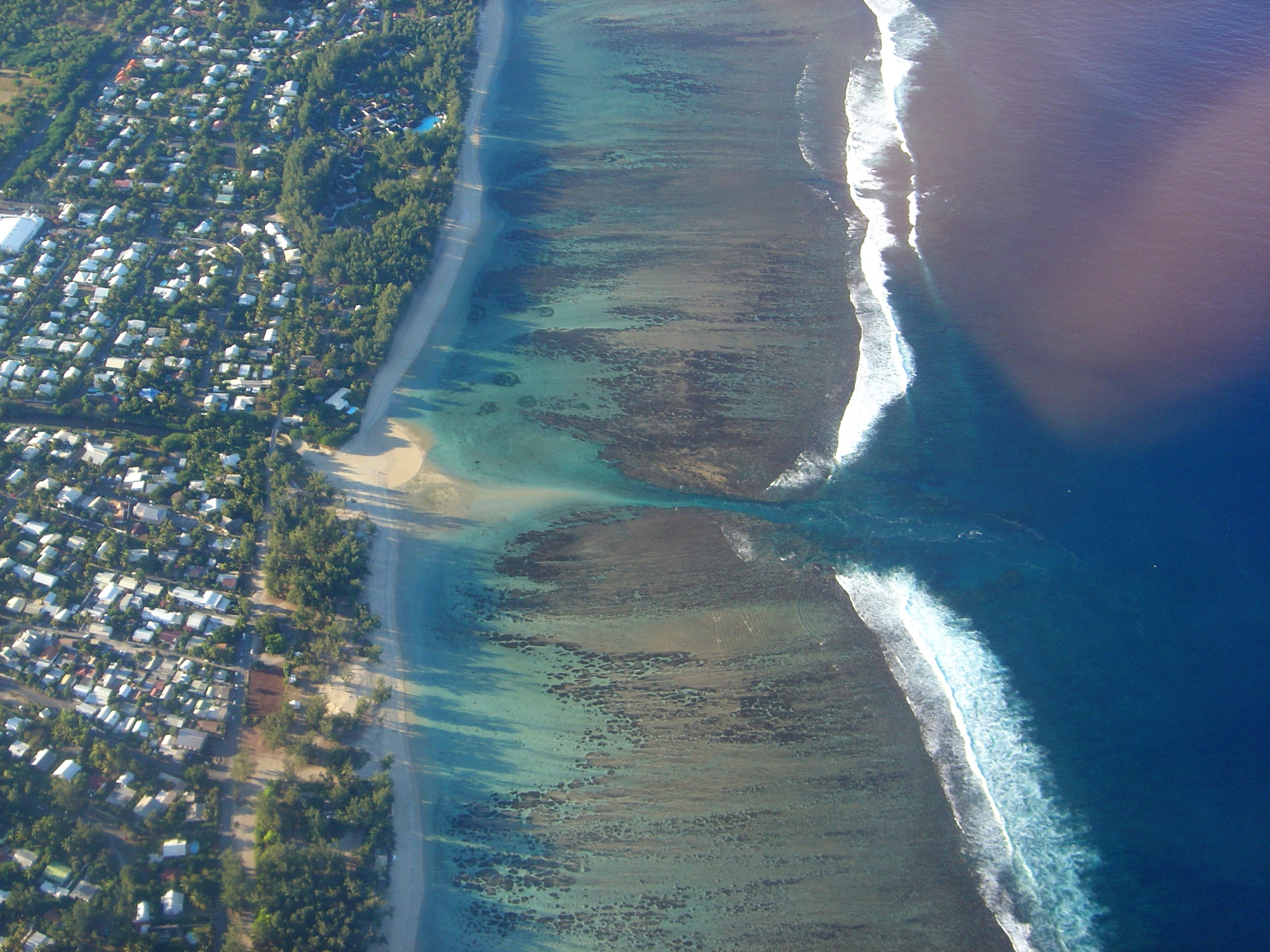
Passe de Saint-Gilles à La Réunion.
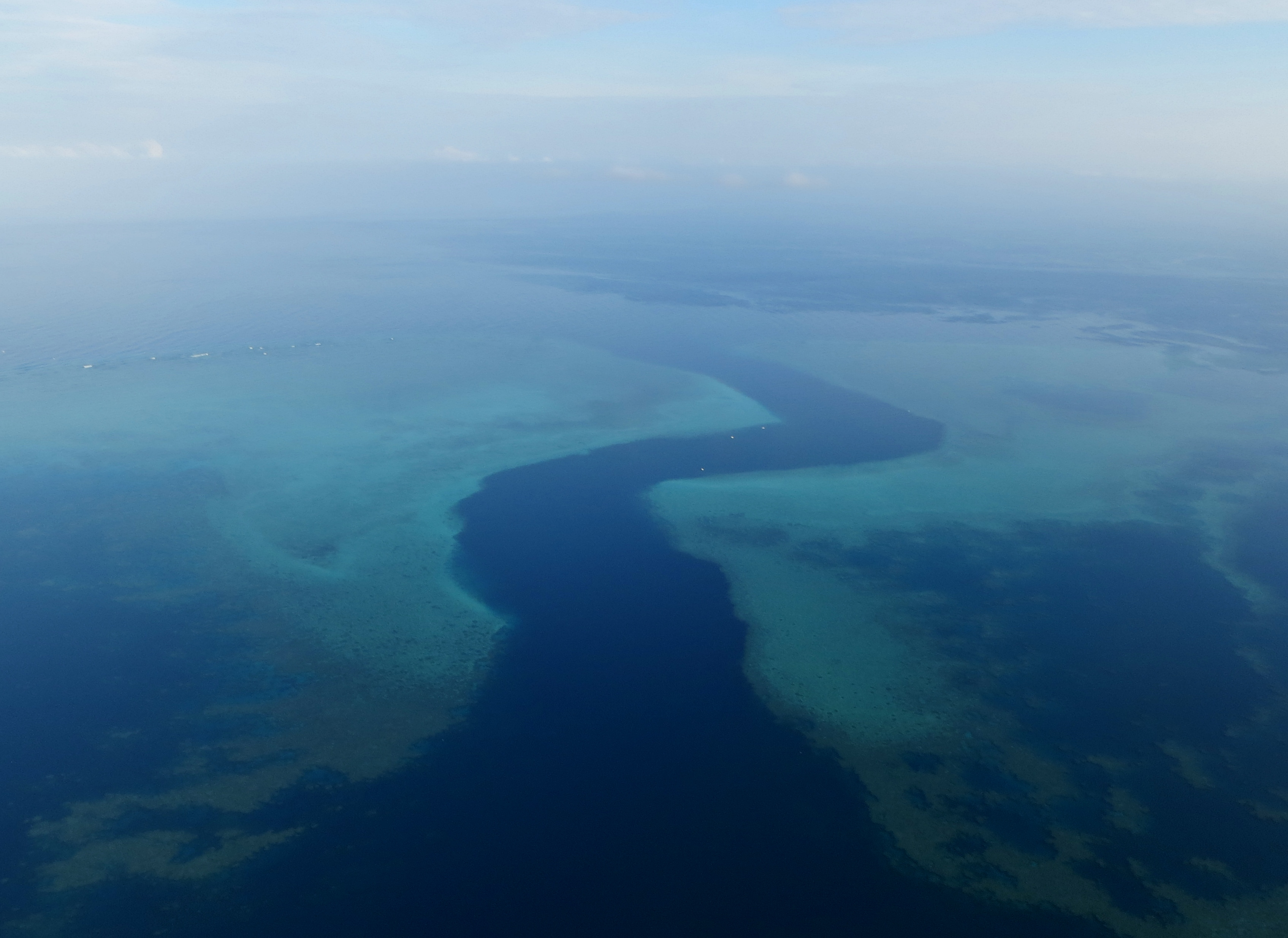
La Passe en "S" à Mayotte.